# Hapalops
Hapalops (лат.) — вымерший род наземных ленивцев из семейства Megatheriidae. Жил в Южной Америке в конце олигоцена.

## Внешний вид и строение
Хотя этот род и в родстве с гигантскими мегатериями, его представители были намного мельче — длина тела около 1 метра. Они имели крепкое туловище, короткий череп и длинные конечности с большими изогнутыми когтями. Hapalops имели очень мало зубов. У них полностью отсутствовали резцы, а в нижней челюсти было всего четыре пары зубов.

### Образ жизни
По земле эти животные, вероятно, ходили на костяшках пальцев передних конечностей, как гориллы. Это наземные ленивцы, но считается, что небольшой размер позволял им взбираться на деревья.

## Виды
- Hapalops adteger Ameghino, 1887
- H. aguirrei Mercerat, 1891
- H. angustipalatus Ameghino, 1891
- H. antistis Ameghino, 1891
- H. atlanticus Ameghino, 1891
- H. australis Mercerat, 1891
- H. boulei Mercerat, 1891
- H. brachycephalus Ameghino, 1894
- H. brevipalatus Ameghino, 1891
- H. cadens
- H. cilindricus Ameghino, 1891
- H. cognathus Mercerat, 1891
- H. congermanus Ameghino, 1891
- H. crassidens Ameghino, 1891
- H. crassignathus Ameghino, 1891
- H. crassissimus Ameghino, 1894
- H. curvus Ameghino, 1899
- H. depressipalatus Ameghino, 1891
- H. diverssidens Ameghino, 1891
- H. ellipticus
- H. elongatus Ameghino, 1891
- H. forticulus Ameghino, 1891
- H. gallaicus
- H. gracilidens Ameghino, 1891
- H. grandaevus Moreno and Mercerat, 1891
- H. grandis Ameghino, 1894
- H. hyperleptus Ameghino, 1891
- H. indifferens Ameghino, 1887
- H. infernalis Ameghino, 1887
- H. latus Ameghino, 1894
- H. longiceps Scott, 1903
- H. longipalatus Ameghino, 1891
- H. longipes
- H. minutus Ameghino, 1891
- H. platycephalus Scott, 1903
- H. ponderosus Scott, 1903
- H. primus Ameghino, 1894
- H. rectagulidens Ameghino, 1891
- H. robustus Ameghino, 1891
- H. rostratus Ameghino, 1887
- H. rutimeyeri Ameghino, 1891
- H. sectus Ameghino, 1891
- H. subcuadratus Ameghino, 1891
- H. testudinatus Ameghino, 1891
- H. vulpiceps Scott, 1903